# Skulptur Projekte Münster

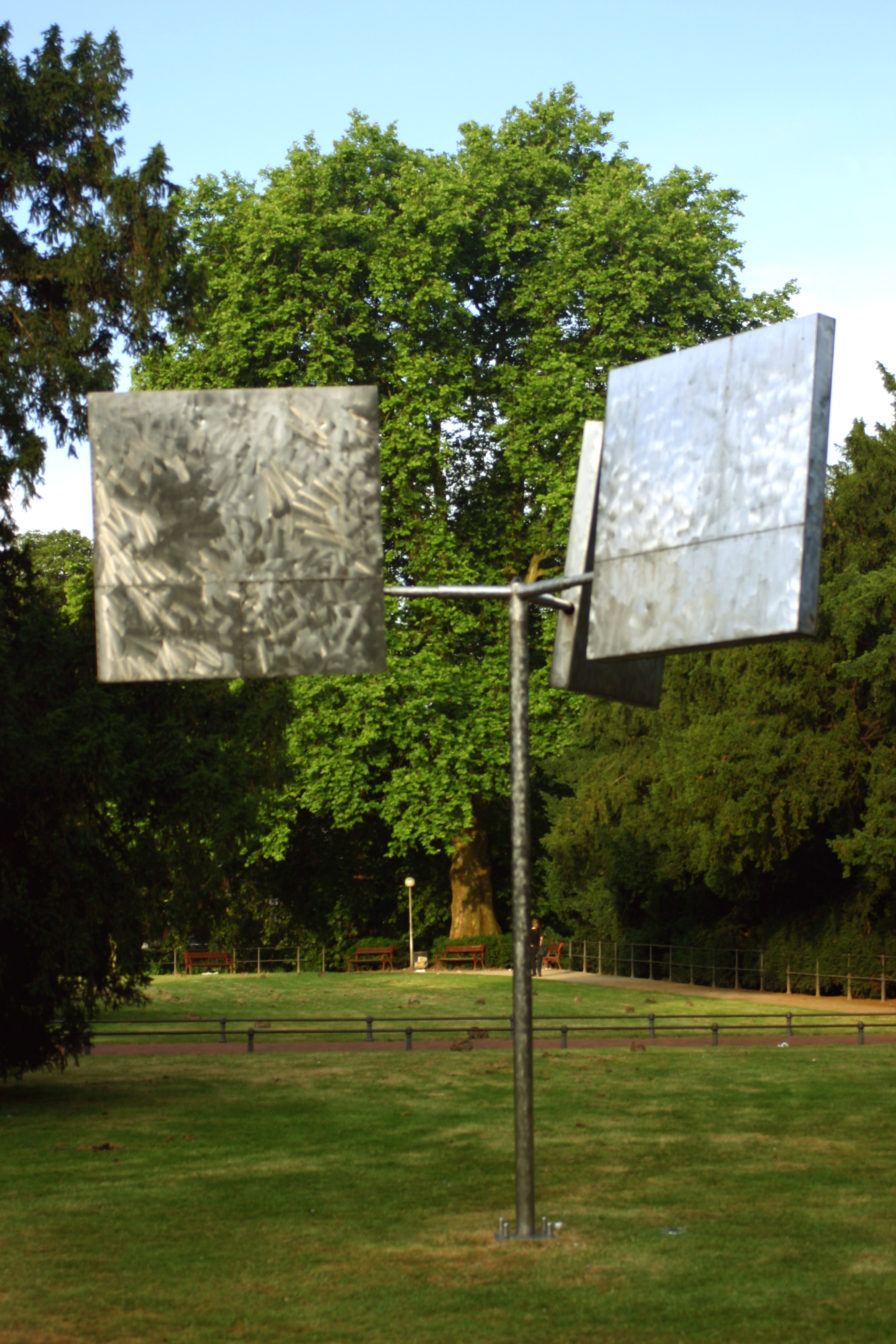
Drei rotierende Quadrate av George Rickey, Münster

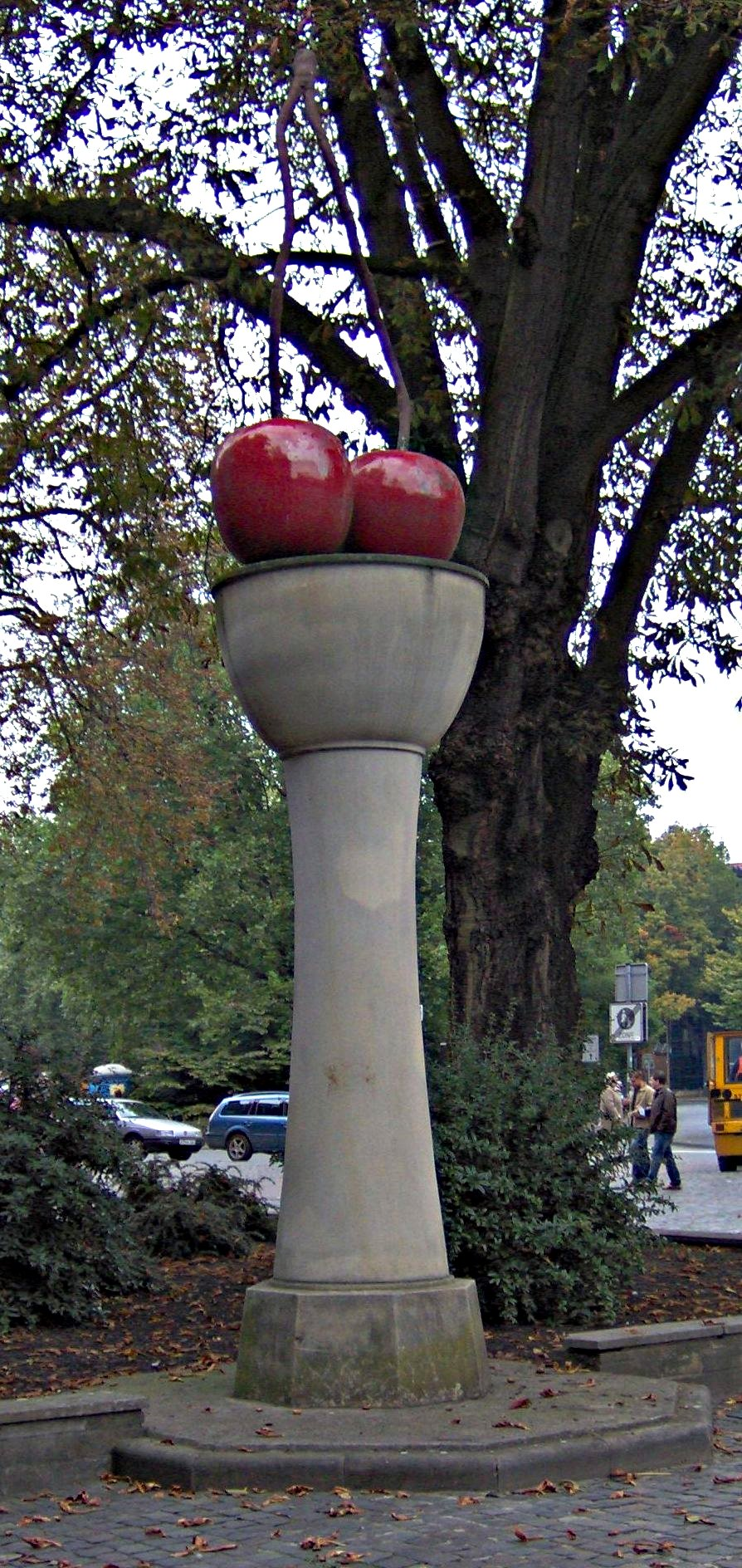
Kirschensäule av Thomas Schütte

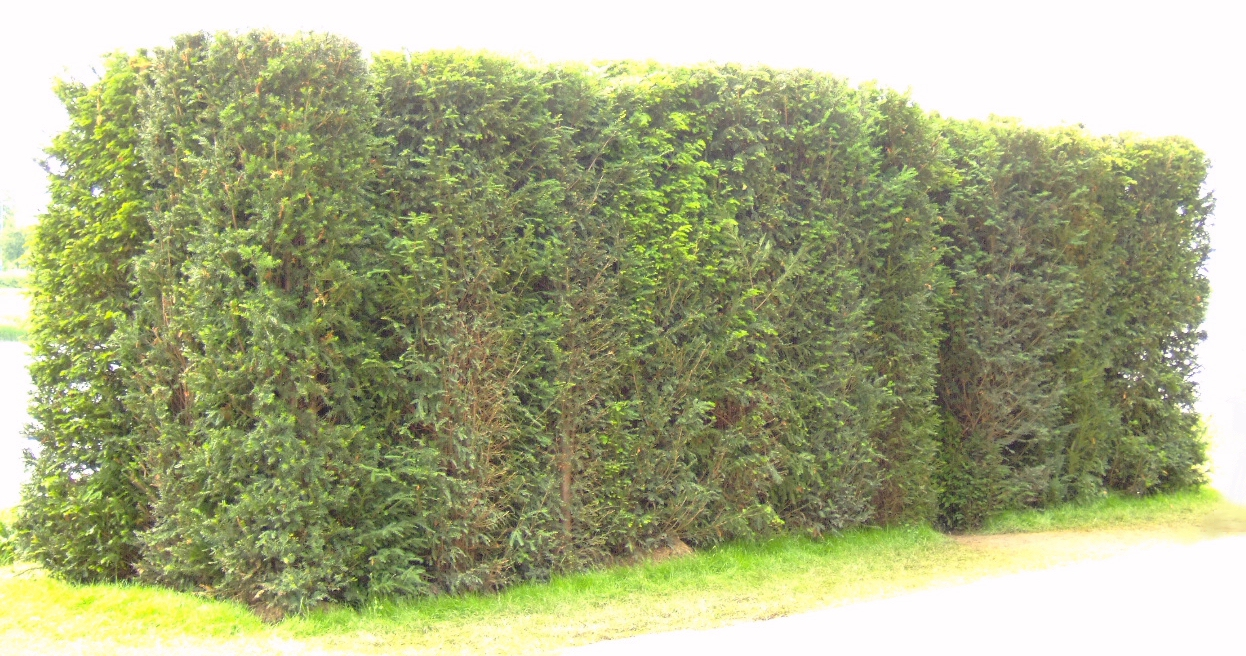
Weniger wild als andere av Rosemarie Trockel, 2007

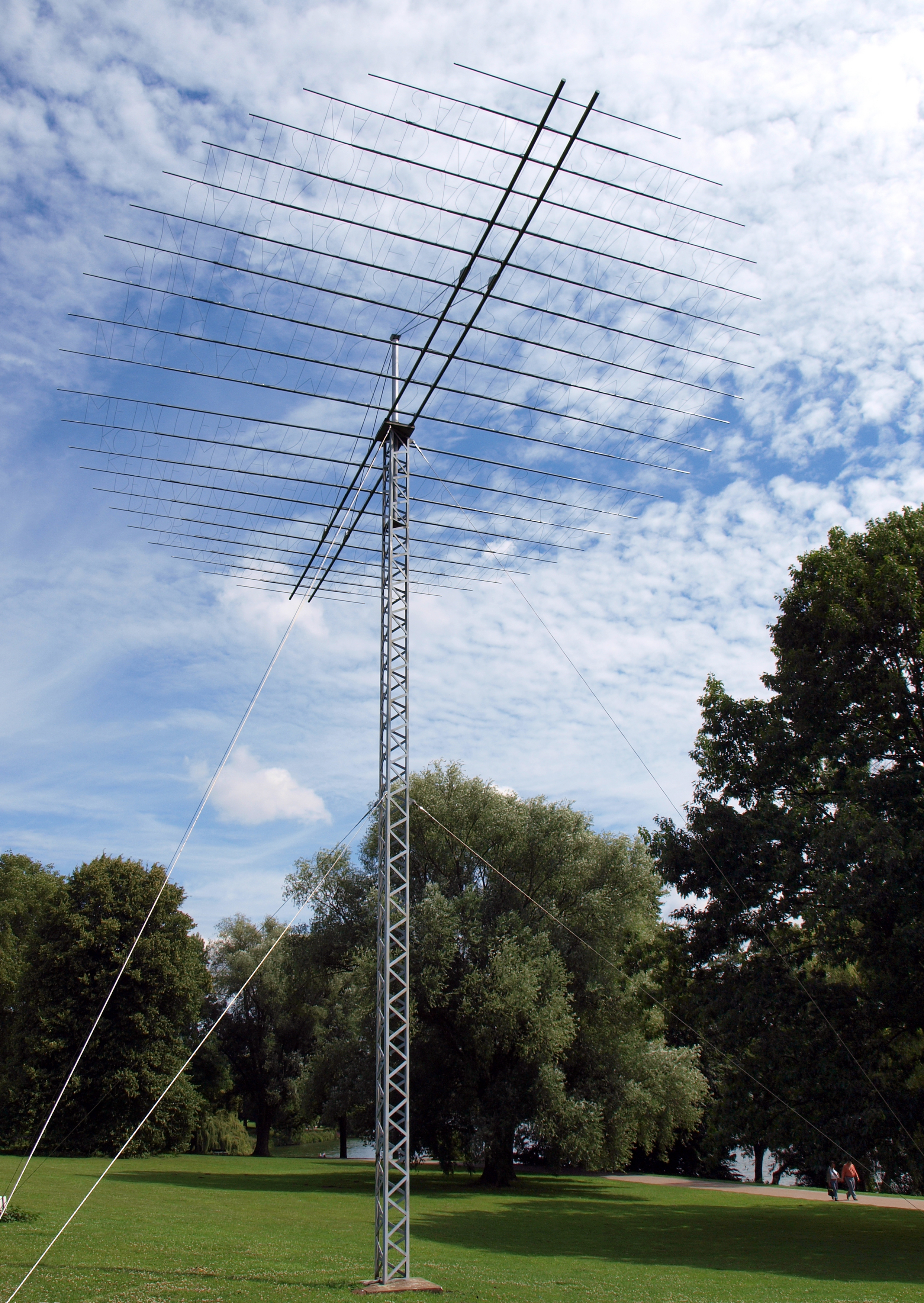
Installation av Ilya Kabakov för Skulptur Projekte Münster 1997

Skulptur Projekte Münster är en skulpturutställning i offentliga rum i staden Münster i Tyskland, som hålls var tionde år sedan 1977. Kasper König, som var en av initiativtagarna, har varit kurator för alla utställningarna, 2017 tillsammans med Marianne Wagner och Britta Peters.
Skulptur Projekte Münster 2007, den fjärde utställningen hölls under ett hundra dagar i juni–september 2007 och Skulptur Projekte Münster 2017 hölls den 10 juni–1 oktober 2017. Utställningen hålls vid samma tidpunkt som varannan documenta-utställning i Kassel i Tyskland. Utställningen 2017 genomfördes också i Münsters grannstad Marl.

## Historik
Skulptur Projekte Münsters historia går tillbaka till 1970-talet, då George Rickeys rörliga skulptur ”Drei rotierende Quadrate” restes i Münster och väckte lokal negativ kritik. Den dåvarande chefen för Westfälisches Landesmuseum Klaus Bussman arrangerade då en föreläsningsserie på museet 1977, vilken i sin förlängning ledde till Skulptur Projekte Münster, konstnärligt arrangerad av Bussman och Kasper König, som då var kurator på Museum Ludwig i Köln.

## Deltagande konstnärer

### Skulptur Projekte Münster 1977
Carl Andre, Michael Asher, Joseph Beuys, Donald Judd, Richard Long, Bruce Nauman, Claes Oldenburg, Ulrich Rückriem, och Richard Serra.

### Skulptur Projekte Münster 1987
Dennis Adams, Carl Andre, Giovanni Anselmo, Siah Armajani, Richard Artschwager, Michael Asher, Stephan Balkenhol,  Lothar Baumgarten, Joseph Beuys, George Brecht, Daniel Buren, Scott Burton, Eduardo Chillida, Thierry de Cordier, Richard Deacon, Luciano Fabro, Robert Filliou, Ian H. Finlay, Peter Fischli / David Weiss, Katharina Fritsch, Isa Genzken, Ludger Gerdes, Dan Graham, Rodney Graham, Hans Haacke, Keith Haring, Ernst Hermanns, Georg Herold, Jenny Holzer, Rebecca Horn, Shirazeh Houshiary, Thomas Huber, Donald Judd, Hubert Kiecol, Per Kirkeby, Harald Klingelhöller, Jeff Koons, Raimund Kummer, Ange Leccia, Sol LeWitt, Mario Merz, Olaf Metzel, François Morellet, Reinhard Mucha, Matt Mullican, Bruce Nauman, Maria Nordman, Claes Oldenburg, Nam June Paik, A. R. Penck, Giuseppe Penone, Hermann Pitz, Fritz Rahmann, Ulrich Rückriem, Reiner Ruthenbeck, Thomas Schütte, Richard Serra, Susana Solano, Ettore Spalletti, Thomas Struth, Richard Tuttle, Franz West och Rémy Zaugg

### Skulptur Projekte Münster 1997
Kim Adams, Carl Andre, Michael Asher, Georg Baselitz, Alighiero e Boetti, Christine Borland, Daniel Buren, Janet Cardiff, Maurizio Cattelan, Eduardo Chillida, Stephen Craig, Richard Deacon, Mark Dion, Stan Douglas, Maria Eichhorn, Ayse Erkmen, Peter Fischli / David Weiss, Isa Genzken, Paul-Armand Gette, Jef Geys, Douglas Gordon, Dan Graham, Marie-Ange Guilleminot, Hans Haacke, Raymond Hains, Georg Herold, Thomas Hirschhorn, Rebecca Horn, Huang Yong Ping, Bethan Huws, Fabrice Hybert, Ilya Kabakov, Tadashi Kawamata, Martin Kippenberger, Per Kirkeby, Jeff Koons, Svetlana Kopystiansky, Sol LeWitt, Atelier van Lieshout, Olaf Metzel, Reinhard Mucha, Maria Nordmann, Claes Oldenburg / Coosje van Bruggen, Gabriel Orozco, Tony Oursler, Nam June Paik, Jorge Pardo, Hermann Pitz, Marjetica Potrc, Charles Ray, Tobias Rehberger, Ulrich Rückriem, Allen Ruppersberg, Reiner Ruthenbeck, Kurt Ryslavy, Karin Sander, Thomas Schütte, Richard Serra, Roman Signer, Andreas Slominski, Yutaka Sone, Diana Thater, Bert Theis, Rirkrit Tiravanija, Eulàlia Valldosera, Herman de Vries, Lawrence Weiner, Franz West, Rachel Whiteread, Elin Wikström, Wolfgang Winter / Berthold Hörbelt, Jeffrey Wisniewski, Andrea Zittel, Heimo Zobernig

### Skulptur Projekte Münster 2007
Pawel Althamer, Francis Alÿs, Michael Asher, Guy Ben-Ner, Guillaume Bijl, Martin Boyce, Jeremy Deller, Elmgreen och Dragset, Hans-Peter Feldmann, Dora García, Isa Genzken, Dominique Gonzalez-Foerster, Tue Greenfort, David Hammons, Valérie Jouve, Mike Kelley, Suchan Kinoshita, Marko Lehanka, Eva Meyer och Eran Schaerf, Deimantas Narkevicius, Bruce Nauman, Maria Pask, Manfred Pernice, Susan Philipsz, Martha Rosler, Thomas Schütte, Andreas Siekmann, Rosemarie Trockel, Silke Wagner, Mark Wallinger, Clemens von Wedemeyer, Annette Wehrmann och Pae White

### Skulptur Projekte Münster 2017
Performancegruppen EI Arakawa, Aram Bartholl, Cosima von Bonin och Tom Burr, Andreas Bunte, Gerard Byrne, Camp (Shaina Anand och Ashok Sukumaran), Michael Dean,  Ayşe Erkmen, Justin Materly, Nairy Bagrahmian, Jeremy Deller, Lara Favaretto, Hreinn Fridfinnsson, Monica Gintersdorfer och Knut Klassen, Pierre Huyge, Nicole Eisenman, Alexandra Pirici, John Knight, Christian Odzuck, Emeka Ogboh, Peles Empire (Barbara Wolff och Katharina Stöver), Mika Rottenberg, Xavier Le Roy och Scarlet Yu, Samuel Nyholm, Gregor Schneider, Nora Schultz, Thomas Schütte, Michael Smith, Koki Tanaka, Oscar Tuazon, Joëlle Tuerlinckx, Bárbara Wagner och Benjamin de Búrca, Cerith Wyn Evans, Hervé Youmbi och Hito Steyerl.

## Permanent placerade verk
Staden Münster inköper vissa verk efter utställningarna. 39 verk finns idag kvar, bland andra:
- Skulptur Projekte Münster 1977: Utan titel av Donald Judd
- Skulptur Projekte Münster 1977: Square Depression av Bruce Nauman
- Skulptur Projekte Münster 1977: Muenster – The 4th Ball Becomes the 4th and 5th av Claes Oldenburg
- Skulptur Projekte Münster 1987: Octagon for Münster av Dan Graham
- Skulptur Projekte Münster 1987: Look up and read the words … av Ilya Kabakov
- Skulptur Projekte Münster 1987: Bodennrelief für die chemischen Institute av Matt Mullican
- Skulptur Projekte Münster 1987: Pier av Jorge Pardo
- Skulptur Projekte Münster 1997 Sanctorium av Herman de Vries
- Skulptur Projekte Münster 2007: We are still and reflective av Martin Boyce
- Skulptur Projekte Münster 2007: Less sauvage than others av Rosemarie Trockel